# San Eduardo (Colômbia)

Localização de San Eduardo no departamento de Boyacá.

San Eduardo é um município no departamento de Boyacá, na Colômbia.